# Gutenbergia
Gutenbergia là một chi thực vật có hoa trong họ Cúc (Asteraceae).

## Loài
Chi Gutenbergia gồm các loài: